# Тяжёва, Александра Павловна
Тяжёва Александра Павловна (14 апреля, 1901 год, город Ардатов, Симбирская губерния — 14 октября, 1978 год, Уфа) — советский геолог. Кандидат геолого-минералогических наук (1947). Заслуженный деятель науки Башкирской АССР (1951).

### Биография
Тяжёва Александра Павловна родилась в городе Ардатов Симбирской губернии (ныне: Мордовии) 14 апреля 1901 года.
1929 год — окончила физико-математический факультет Казанского университета по специальности «инженер-геолог».

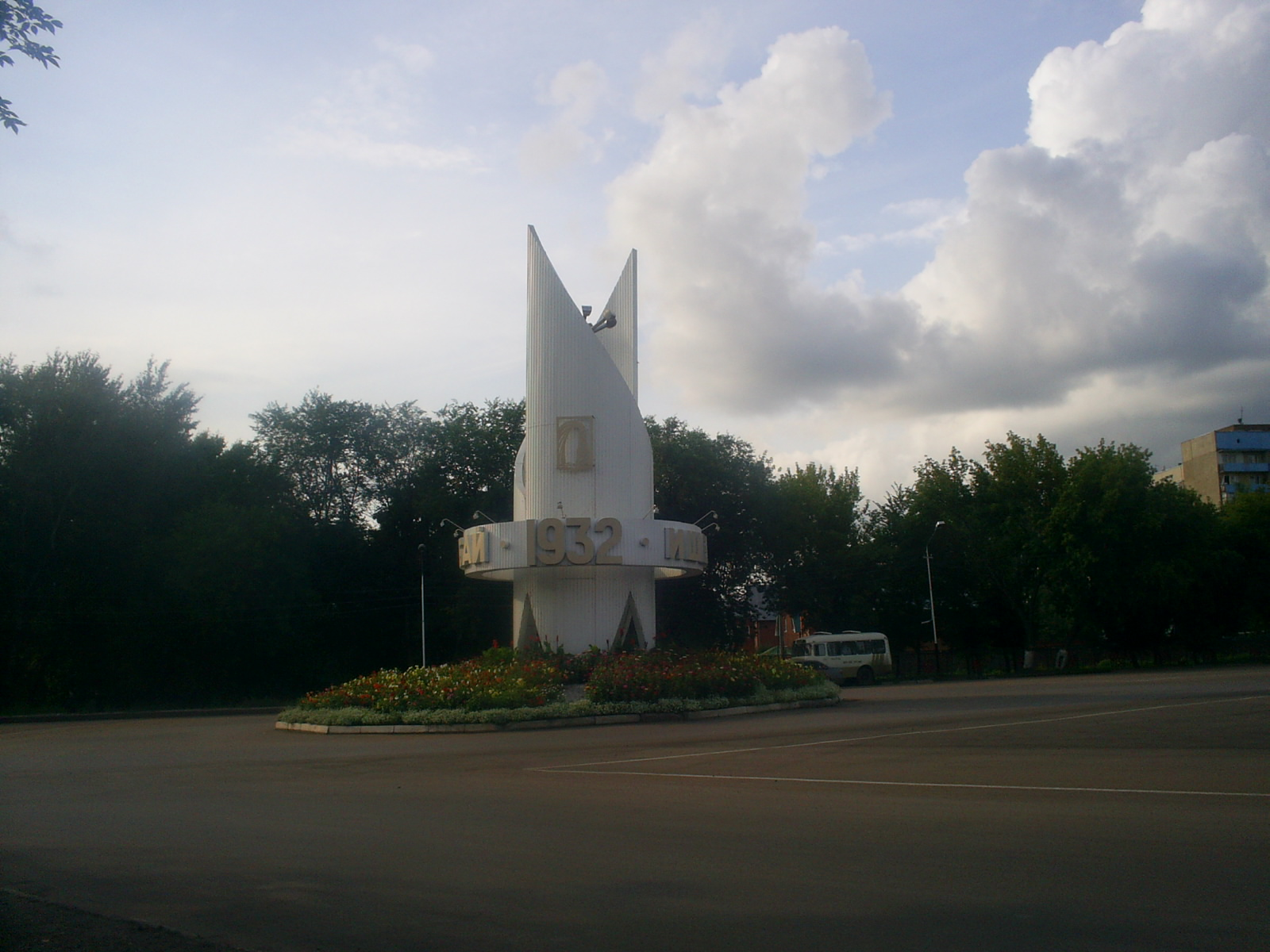
Стела на въезде в город Ишимбай (памятник геологам и нефтяникам)

С 1928 Александра Павловна работала в геолого- разведочной партии геологического отряда Башкирской экспедиции АН СССР, с которой связана история нефтяной отрасли Башкирской АССР.
В 1931—1958 годах Александар Павловна работала ведущим геологом, начальником партии Южно- Уральского геологического управления.
В 1952—1973 А. П. Тяжёва работает в Институте геологии. В 1952—1958 годах была старшим научным сотрудником, в 1958—1970 годах- заведующей лабораторией стратиграфии и палеонтологии.
За трудовую доблесть награждена орденом Ленина (1954), Трудового Красного Знамени (1949).

### Научная деятельность
Научная деятельность Александры Павловны Тяжёвой связана с исследованиями стратиграфии и палеонтологии девонских и каменноугольных отложений западного склона склона Южного Урала.
Тяжёвой описаны новые виды брахиопод девона. Она участвовала в открытии Южно-Уральского бокситоносного бассейна.

## Научные труды
- Девонские отложения Башкирии. Ч.1. Стратиграфия. М., 1961 (соавт.);
- Кораллы и брахиоподы пограничных отложений силура и нижнего девона западного склона Южного Урала. М., 1972 (соавт.);
- Кораллы и брахиоподы нижнего девона Южного Урала. М., 1976 (соавт.) и др.